# Michail Vasiljevič Něstěrov
Michail Vasiljevič Něstěrov (rusky Михаил Васильевич Нестеров; 19.jul./ 31. května 1862greg., Ufa – 18. říjen 1942, Moskva) byl ruský malíř, vedoucí reprezentant religiózního symbolismu v Rusku.
Studoval pod vedením Pavla Čisťakova na carské akademií umění a později spolupracoval se skupinou umělců známých jako peredvižnici (v překladu pocestní). Od roku 1890 do 1910 žil v Kyjevě a Petrohradě, pracujíce na freskách, například v chrámu svatého Vladimíra. Po roce 1910 se přestěhoval do Moskvy, kde strávil zbytek života. Pracoval zejména na portrétech, hlavně osobností kultury a vědy (např. obraz Filozofové - portrét Pavla Florenského a Sergeje Bulgakova).

## Galerie

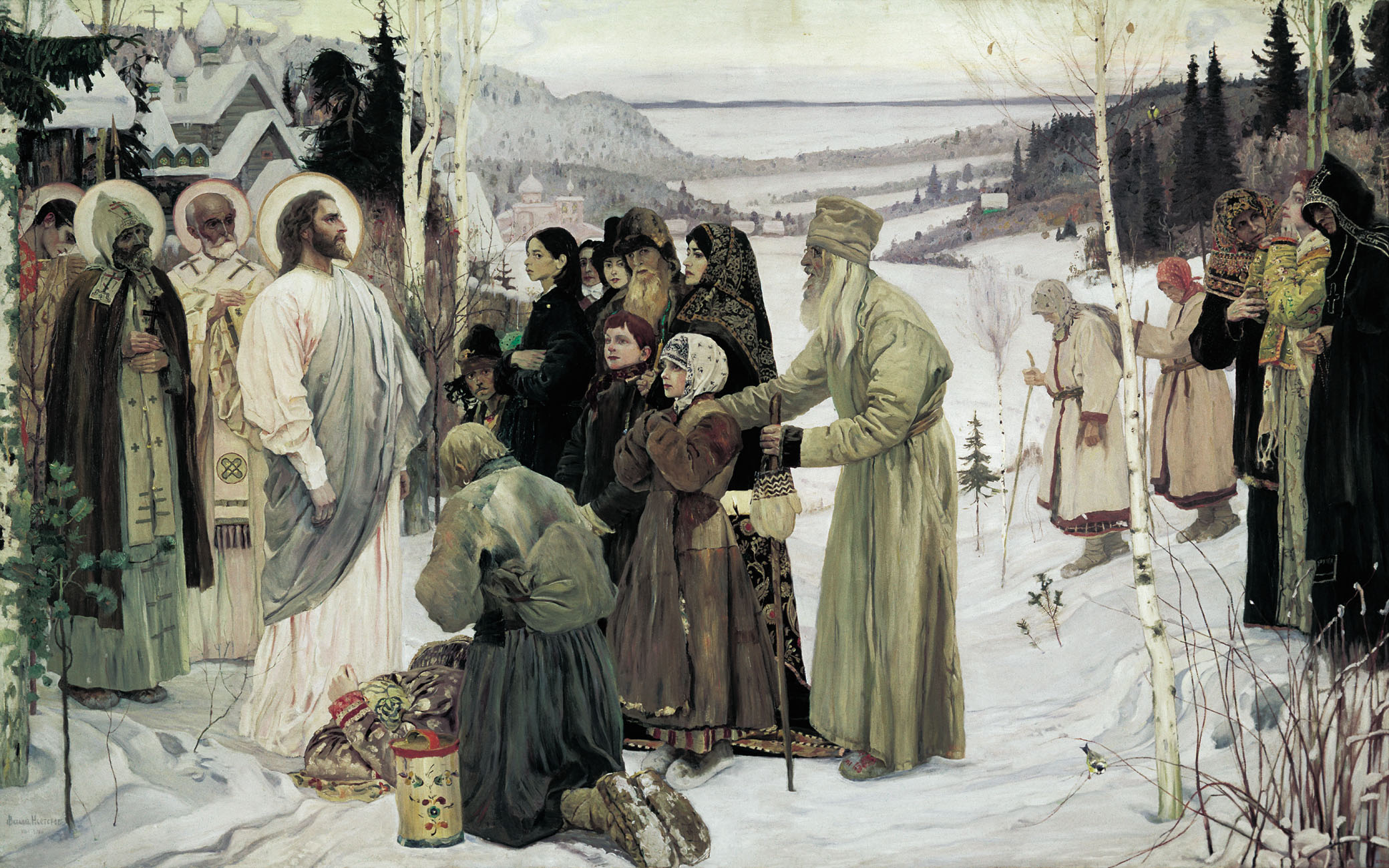
Svatá Rus (1901 – 1906)
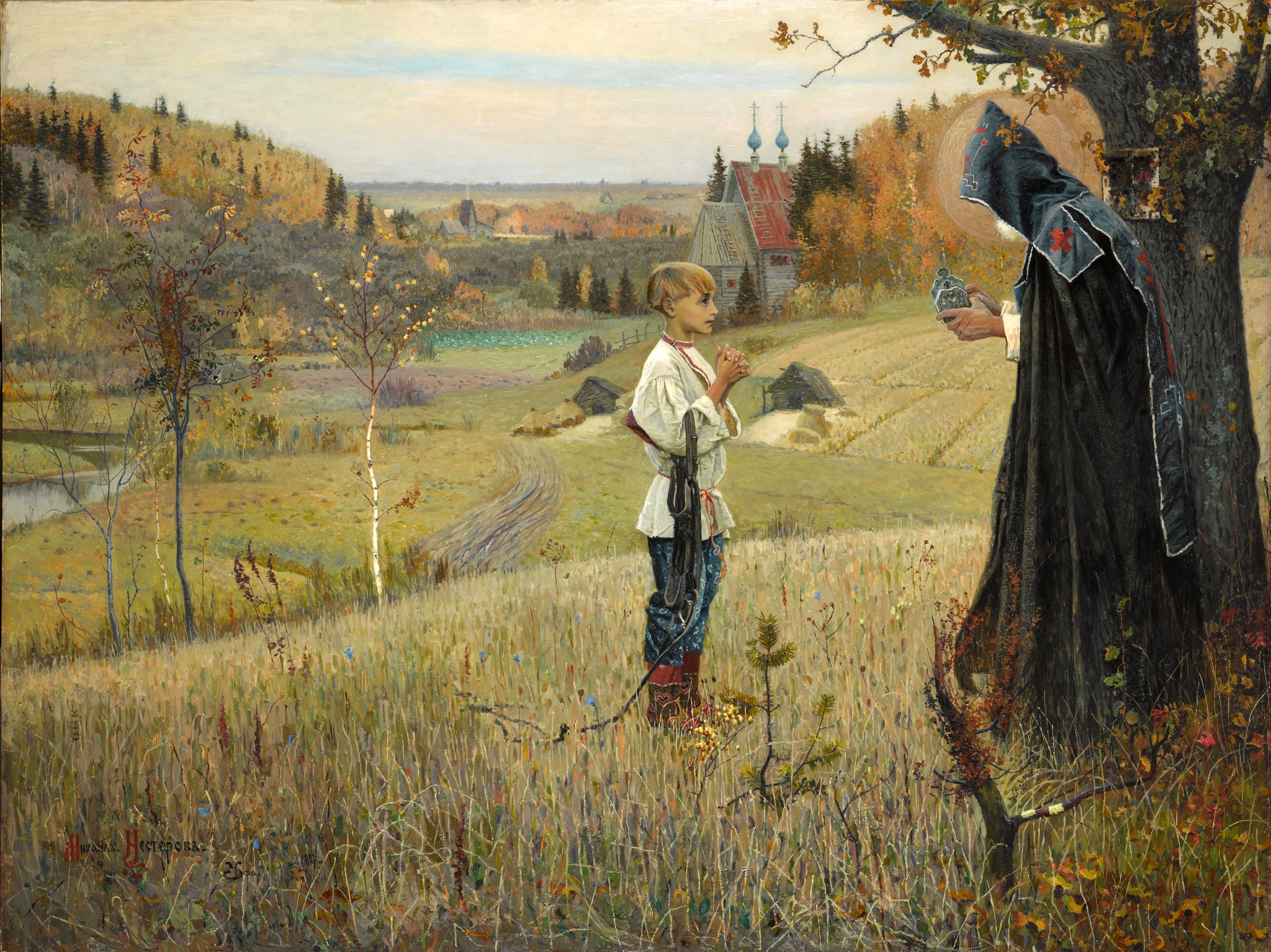
Vidění mladého Bartoloměje (1889 – 1890)
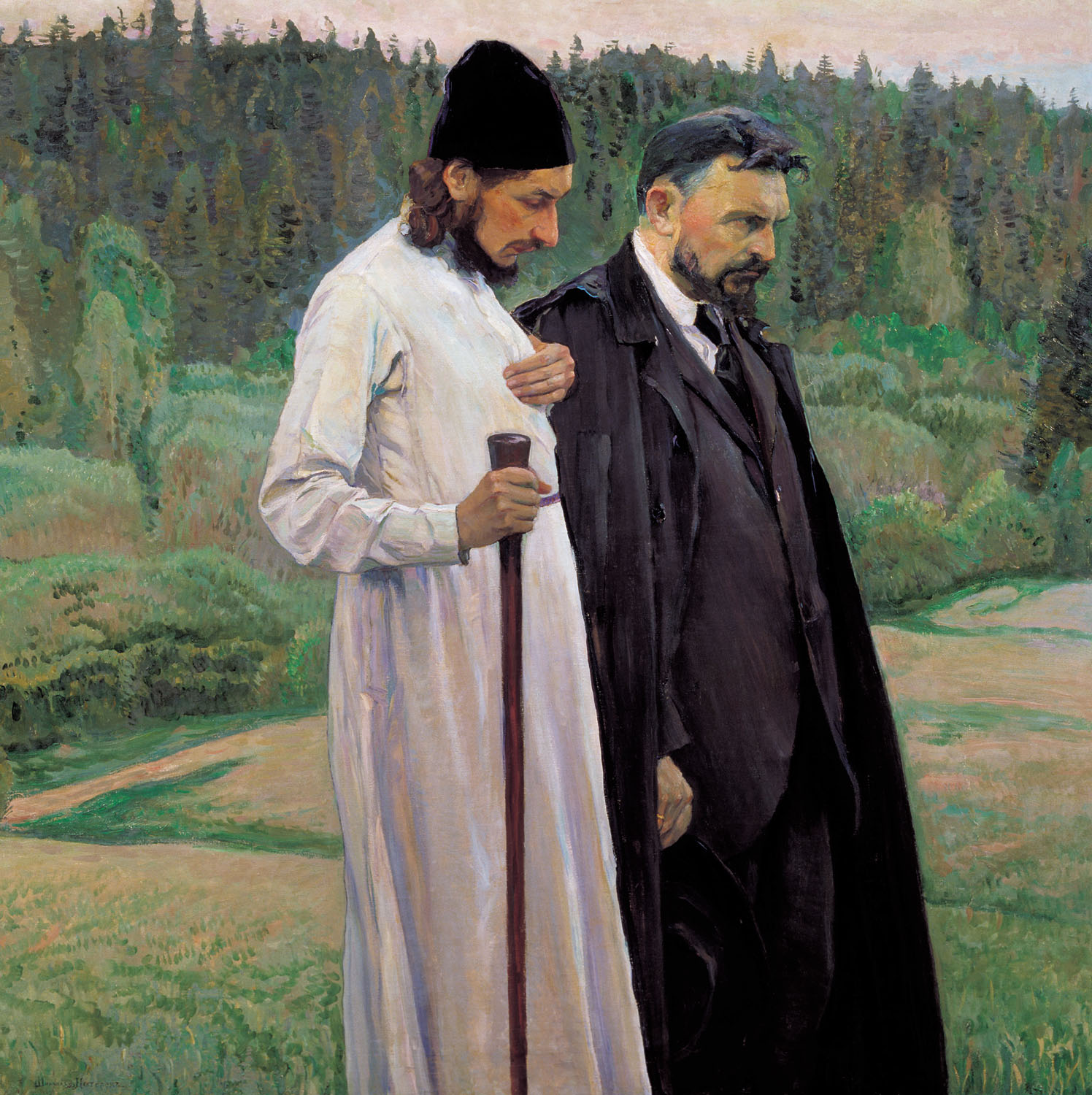
Filozofové (1917)
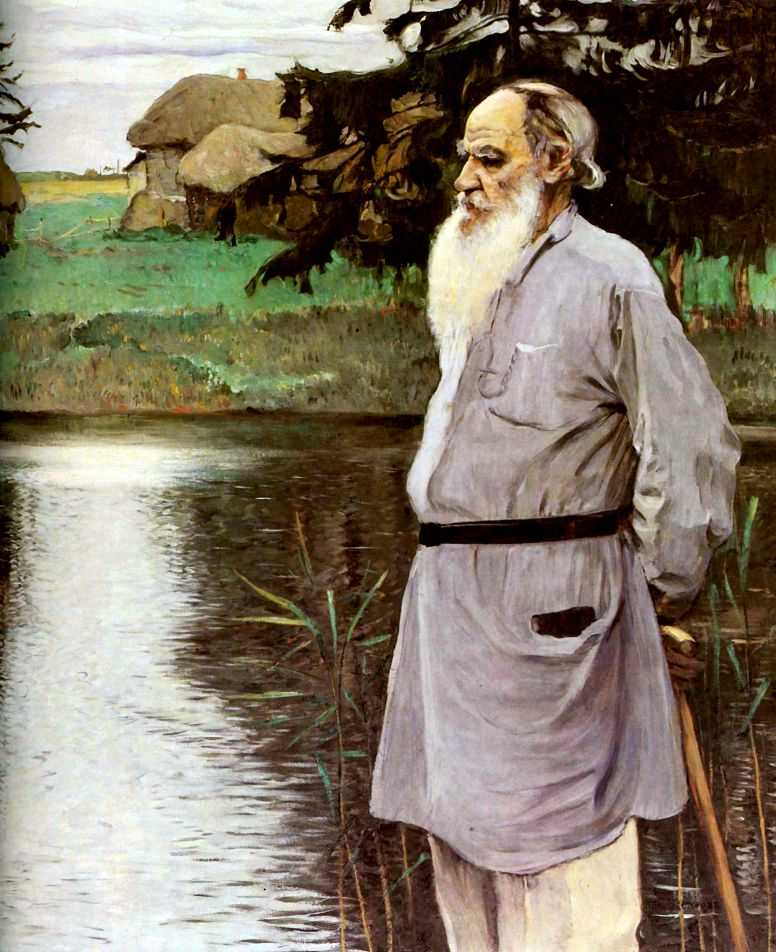
Tolstoj (1906)
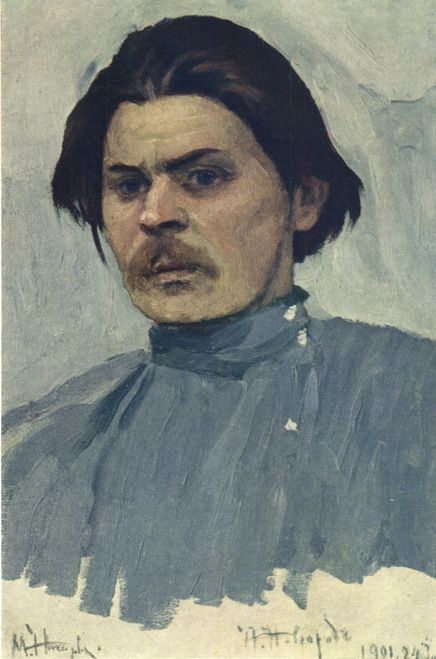
Gorkij (1901)